# نيفر

موقع اقليم نيفر

نِيَفْر أو نيافر (بالفرنسية: Nièvre) (وتلفط نِيِفْر) هو إقليم فرنسي تابع لمنطقة برغونية فرانش كونتيه، يفع في وسط فرنسا سمي باسم نيفر نسبة لنهر نيفر الذي يمر في ارجاء الإقليم.

## تاريخ الإقليم
إقليم نيفر هو واحد من الأقاليم الـ 83 التي تتشكل منها فرنسا، أنشئت خلال الثورة الفرنسية يوم 4 مارس 1790، أنشئت في منطقة نيفرنايز السابقة.

## جغرافية الإقليم
إقليم نيفر هو جزء من منطقة بورغون، وهي محاطة من الأقاليم التالية: يون (بالفرنسية:Yonne)، كوت دور (بالفرنسية:Côte-d'Or)، سون ولوار (بالفرنسية:Saône-et-Loire)، أليي (بالفرنسية:Allier)، شير (بالفرنسية:Cher)، لويرت (بالفرنسية:Loiret). ويعبر إقليم نيفر نهر لا لوير الذي هو أطول نهر في فرنسا.

## سكان الإقليم
يعتبر إقليم نيفر إقليم ريفي، حيث تبلغ الكثافة السكانية حوالي 50 نسمة / كيلومتر مربع. المدن الرئيسية هي : نيفير، كوزن سور لوار، فارين، فاوزلز، مارزي، ديزايز، امفي وشاريتيه. يوجد في الإقليم ثلاث مدن فقط يصل عدد سكانها إلى 10000 نسمة.

## معرض الصور

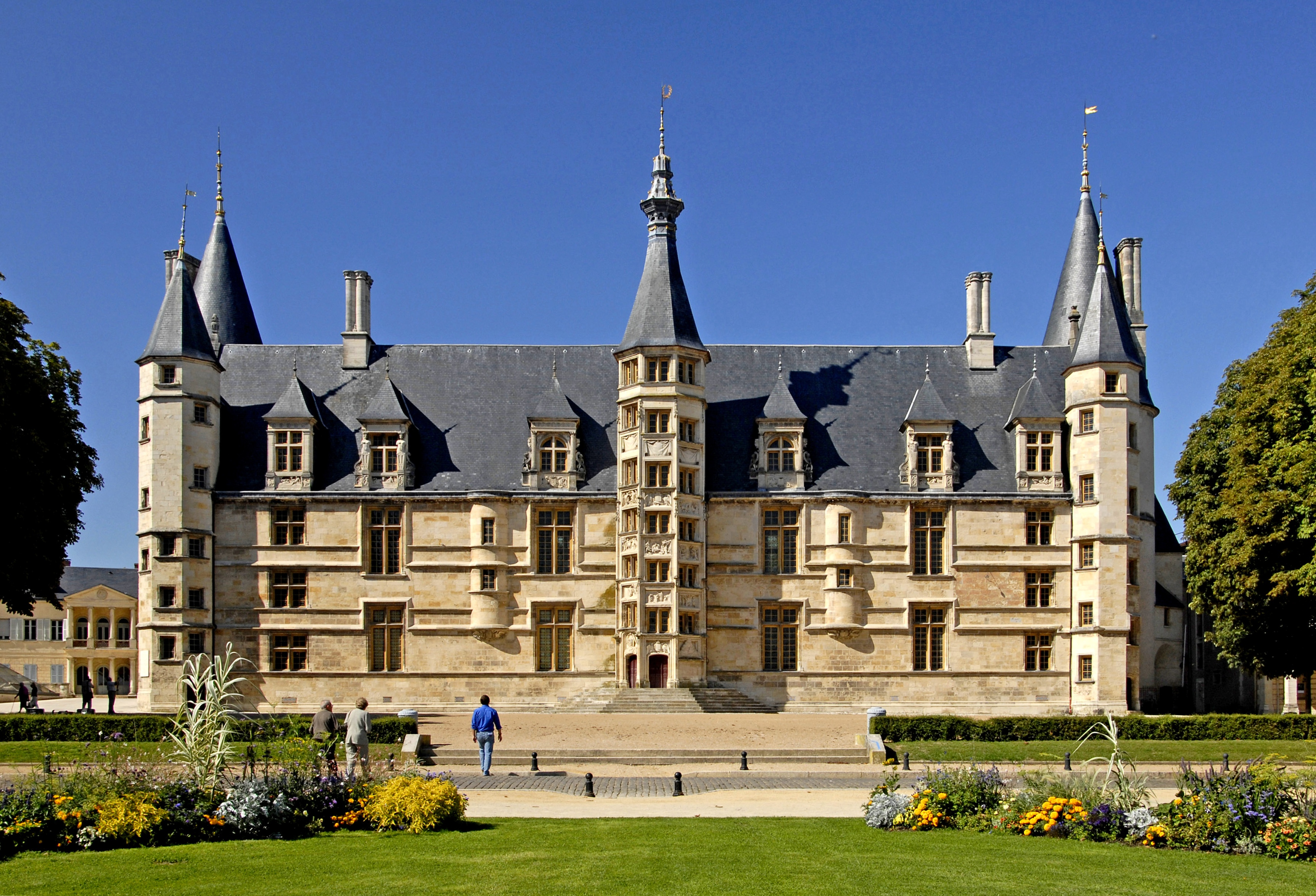
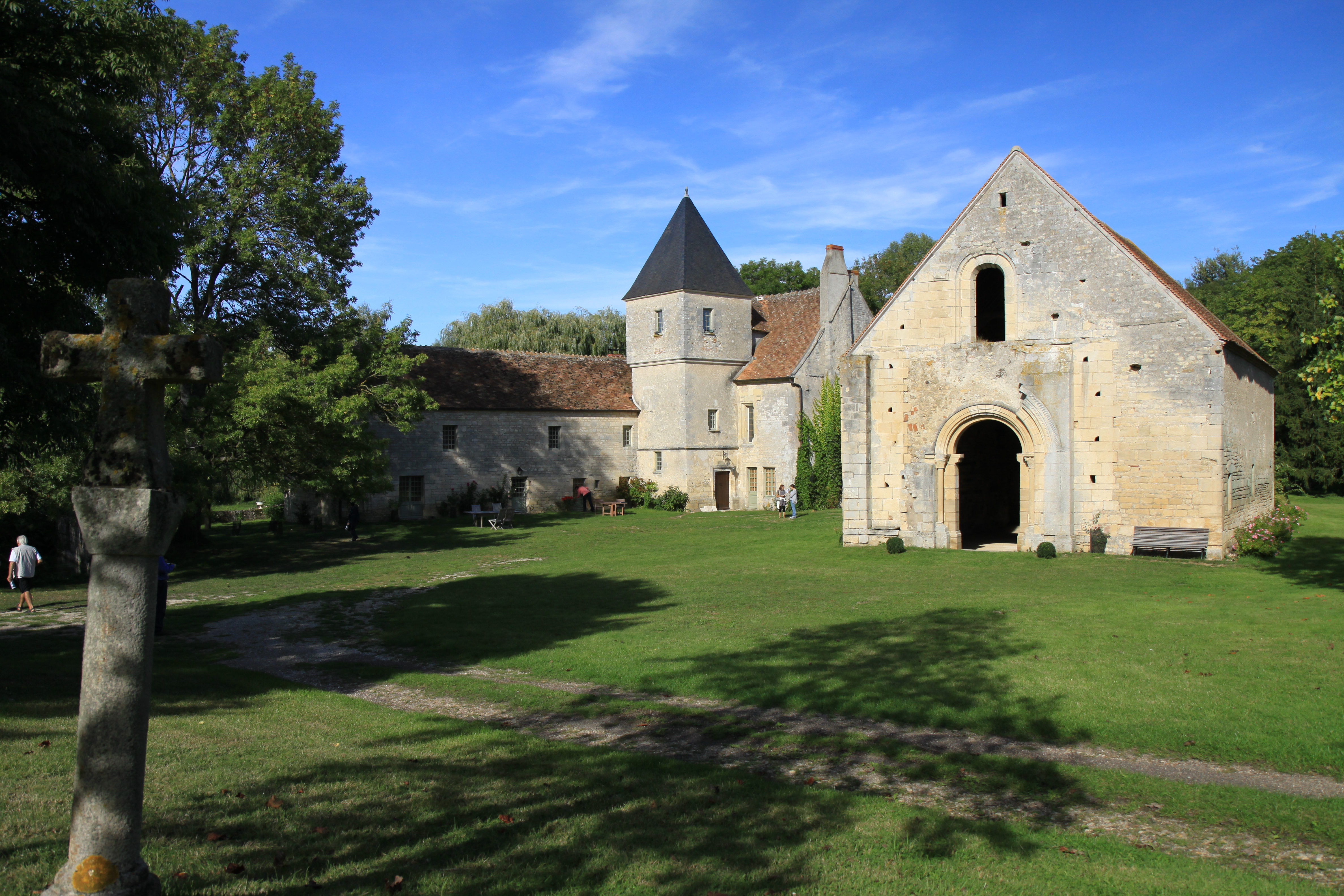
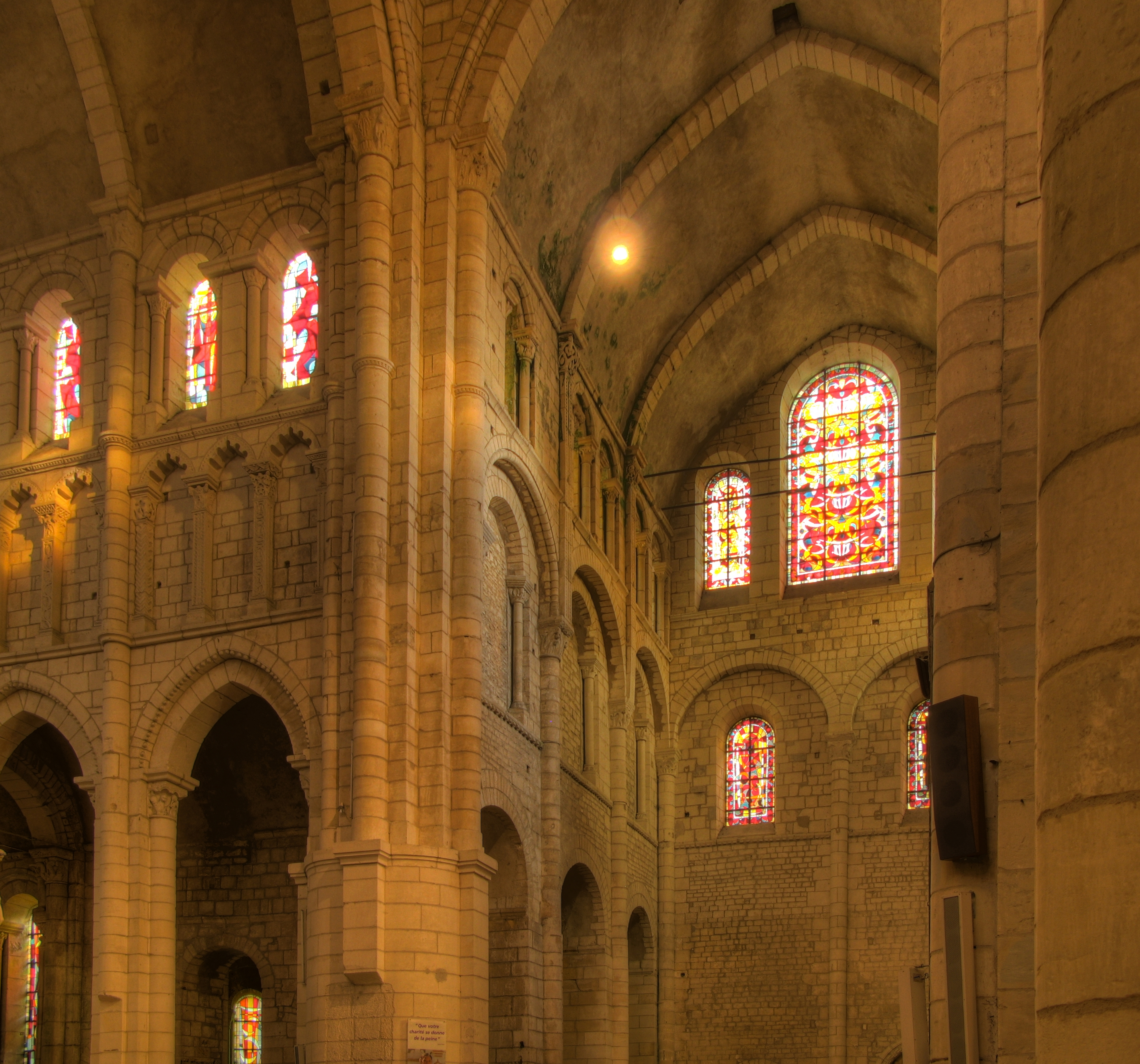
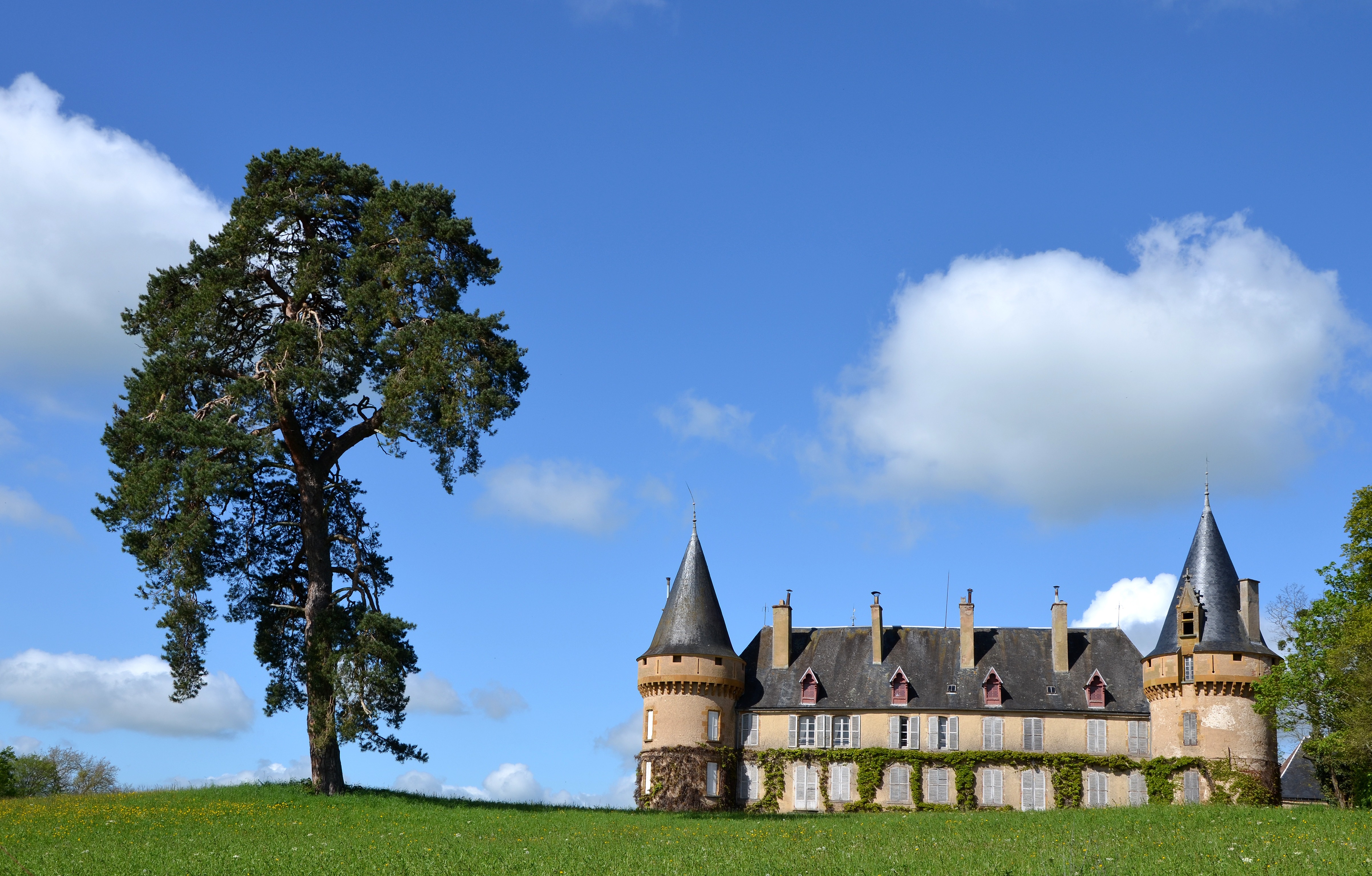
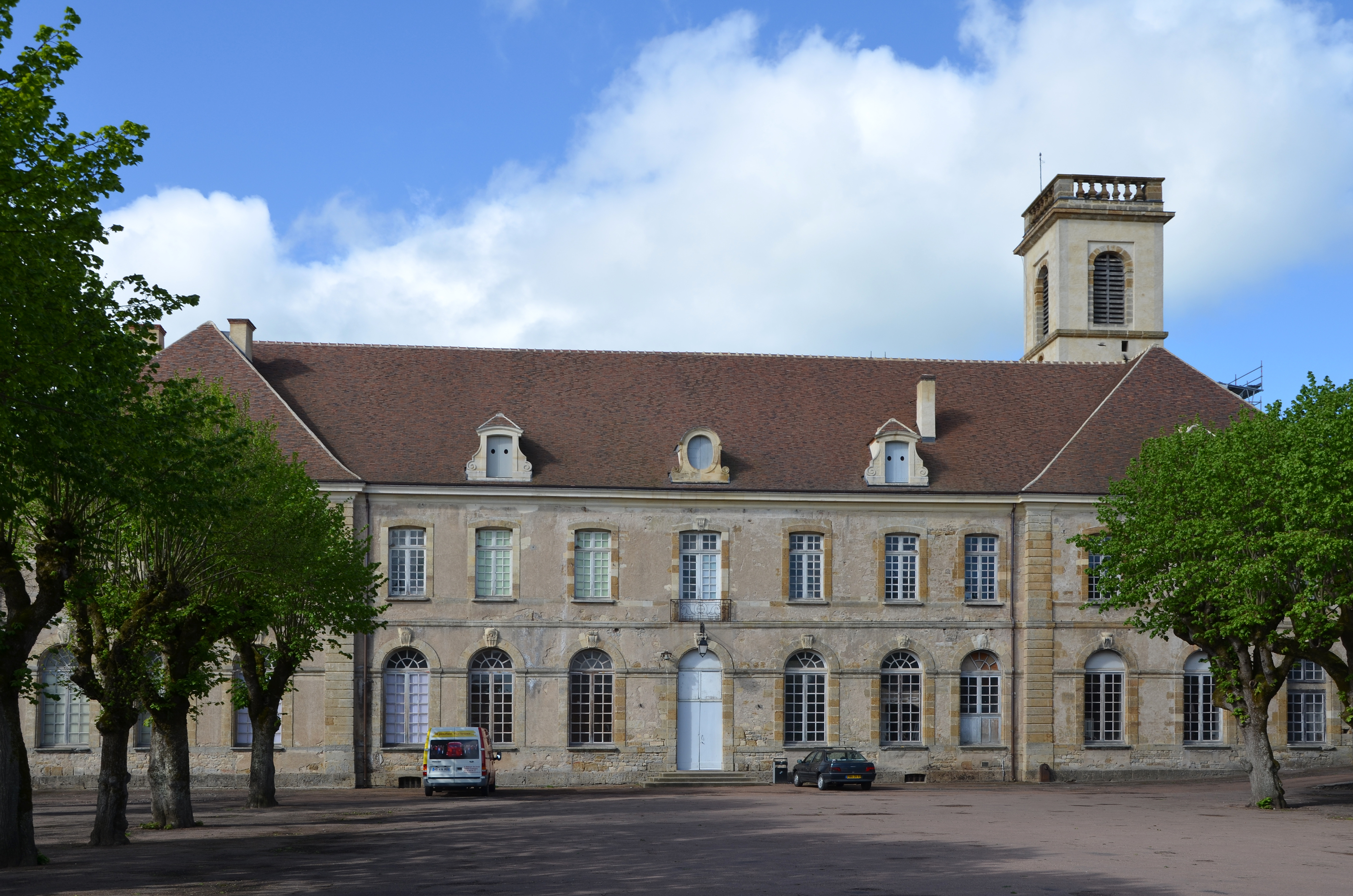

## أعلام
- برناديت سوبيروس
- موريس روسو